# Młodzieżowe Indywidualne Mistrzostwa Polski na Żużlu 2002
Młodzieżowe Indywidualne Mistrzostwa Polski na Żużlu 2002 – zawody żużlowe, mające na celu wyłonienie medalistów młodzieżowych indywidualnych mistrzostw Polski w sezonie 2002. Rozegrano dwa turnieje półfinałowe oraz finał, w którym zwyciężył Artur Bogińczuk.

## Finał
- Leszno, 9 czerwca 2002
- Sędzia: Andrzej Terlecki

| Msc. | Zawodnik             | Klub         | Pkt   |             |  |
| ---- | -------------------- | ------------ | ----- | ----------- |  |
| 1    | Artur Bogińczuk      | Wrocław      | 13    | (1,3,3,3,3) |  |
| 2    | Jarosław Hampel      | Piła         | 11 +3 | (3,w,3,2,3) |  |
| 3    | Janusz Kołodziej     | Tarnów       | 11 +2 | (2,3,0,3,3) |  |
| 4    | Roman Chromik        | Rybnik       | 11 +1 | (2,3,3,1,2) |  |
| 5    | Dawid Kujawa         | Zielona Góra | 10    | (3,3,1,2,1) |  |
| 6    | Rafał Szombierski    | Rybnik       | 10    | (1,2,2,3,2) |  |
| 7    | Krzysztof Kasprzak   | Leszno       | 9     | (3,1,3,0,2) |  |
| 8    | Krzysztof Słaboń     | Wrocław      | 8     | (1,2,2,w,3) |  |
| 9    | Karol Baran          | Rzeszów      | 6     | (d,1,2,1,2) |  |
| 10   | Tomasz Gapiński      | Piła         | 5     | (3,2,d,–,–) |  |
| 11   | Mirosław Jabłoński   | Gniezno      | 5     | (2,0,1,1,1) |  |
| 12   | Łukasz Szmid         | Rybnik       | 4     | (2,0,d,2,0) |  |
| 13   | Rafał Kurmański      | Zielona Góra | 4     | (d,1,0,2,1) |  |
| 14   | Daniel Jeleniewski   | Lublin       | 2     | (d,u,2,0,–) |  |
| 15   | Robert Miśkowiak     | Piła         | 0     | (u,–,–,–,–) |  |
| 16   | Łukasz Romanek       | Rybnik       | 0     | (u,–,–,–,–) |  |
|      | rez. Piotr Świderski | Rawicz       | 8     | (2,1,3,1)   |  |
|      | rez. Jakub Śpiewanek | Gorzów Wlkp. | 1     | (1,0,0,0)   |  |